# Lâu đài Kratochvíle
Lâu đài Kratochvíle (tiếng Séc: zámek Kratochvíle) là một lâu đài thời Phục hưng, tọa lạc ở làng Petrův Dvůr, thuộc thị trấn Netolice, huyện Prachatice, vùng Nam Bohemia, Cộng hòa Séc. Công trình này có tên trong danh sách các di tích văn hóa của Cộng hòa Séc.

## Lịch sử
Lâu đài Kratochvíle được chính trị gia người Séc  William von Rosenberg xây dựng theo phong cách Phục hưng vào giai đoạn 1583 - 1589, dựa theo khuôn mẫu của các dinh thự Ý. Kiến trúc sư kiêm bậc thầy xây dựng người Ý Baldassare Maggi của Arogno đảm nhận thi công lâu đài này.
Tác giả của những bức tranh về săn bắn ở khu vực lối vào và phòng ăn ở tầng trệt (có từ năm 1589) là họa sĩ Georg Widman. Căn phòng hoành tráng và lộng lẫy nhất ở lâu đài là phòng tiếp khách. Những bức phù điêu và tranh trên trần của phòng tiếp khách về chủ đề thần thoại La Mã do nghệ nhân Antonio Melana thực hiện. Xung quanh lâu đài Kratochvíle là một khu vườn xanh mát kết hợp với những bức tường và hào nước, tạo thành một khung cảnh đẹp như tranh vẽ.
Trong giai đoạn 1981 - 2007, các cuộc triển lãm độc đáo về phim hoạt hình của Séc được tổ chức trong lâu đài. Ngày nay, lâu đài Kratochvíle được phép mở cửa để đón công chúng tham quan. Năm 2017, khoảng 35 nghìn lượt du khách đã đến thăm lâu đài này.

## Hình ảnh

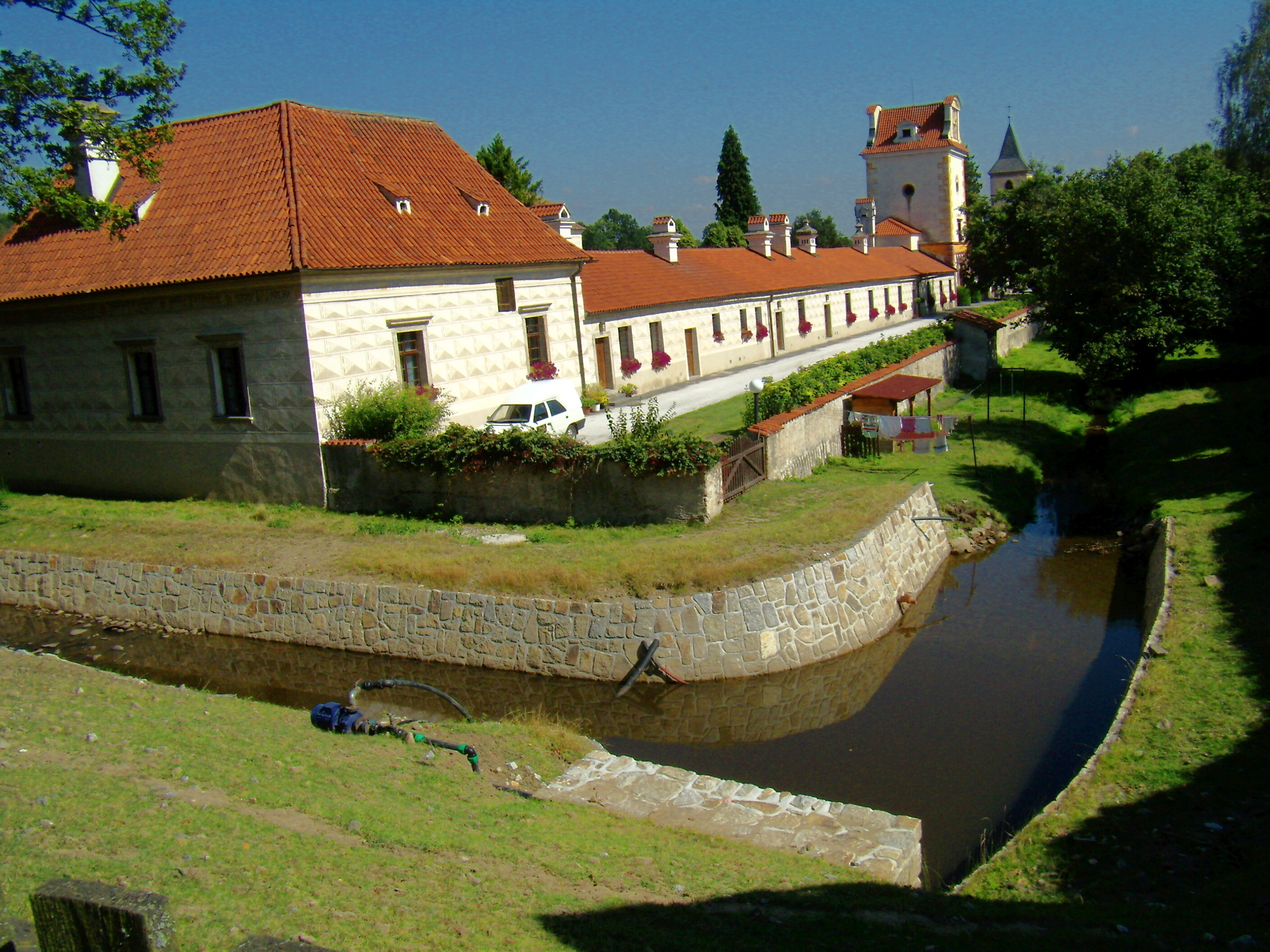
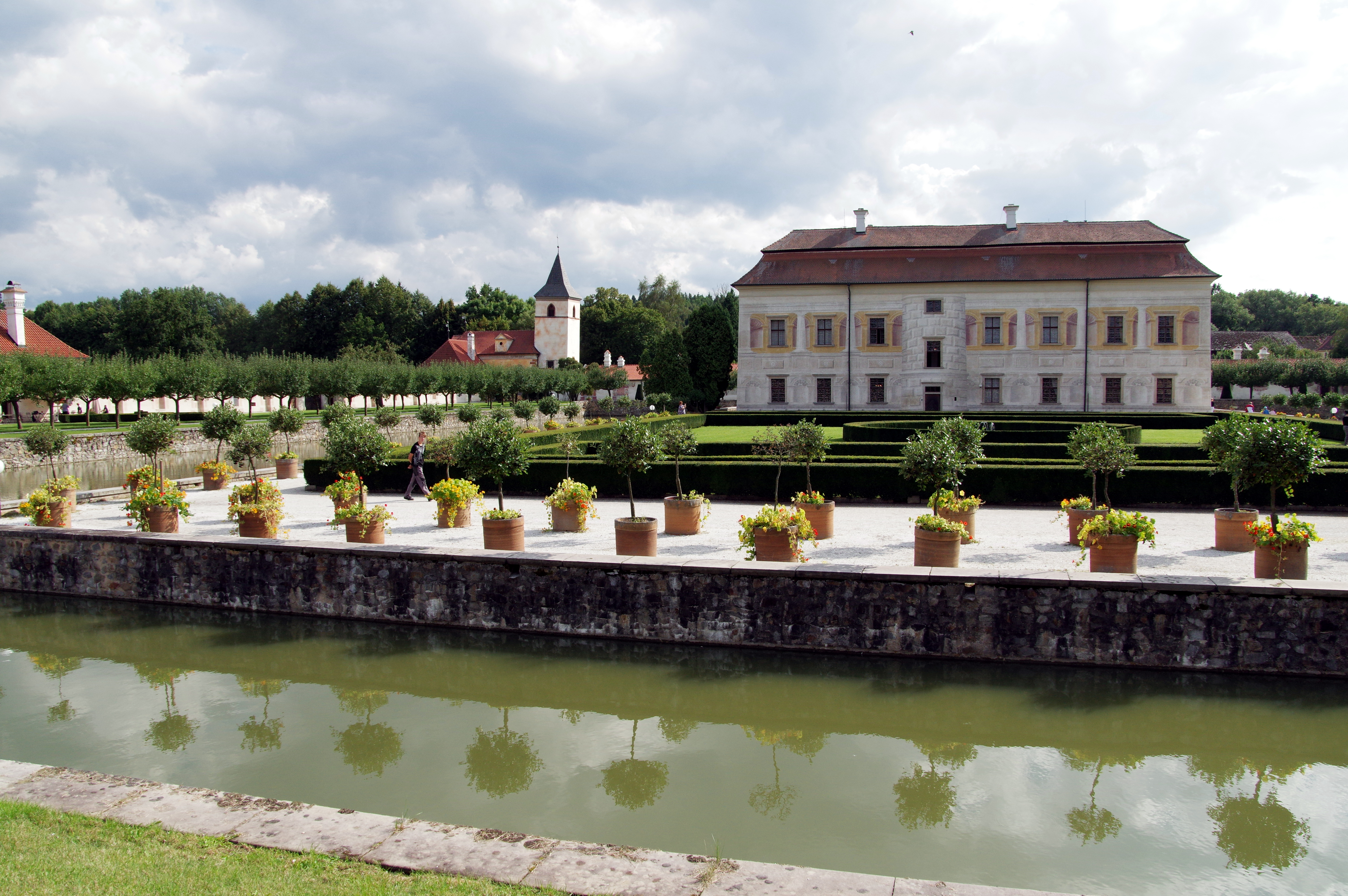
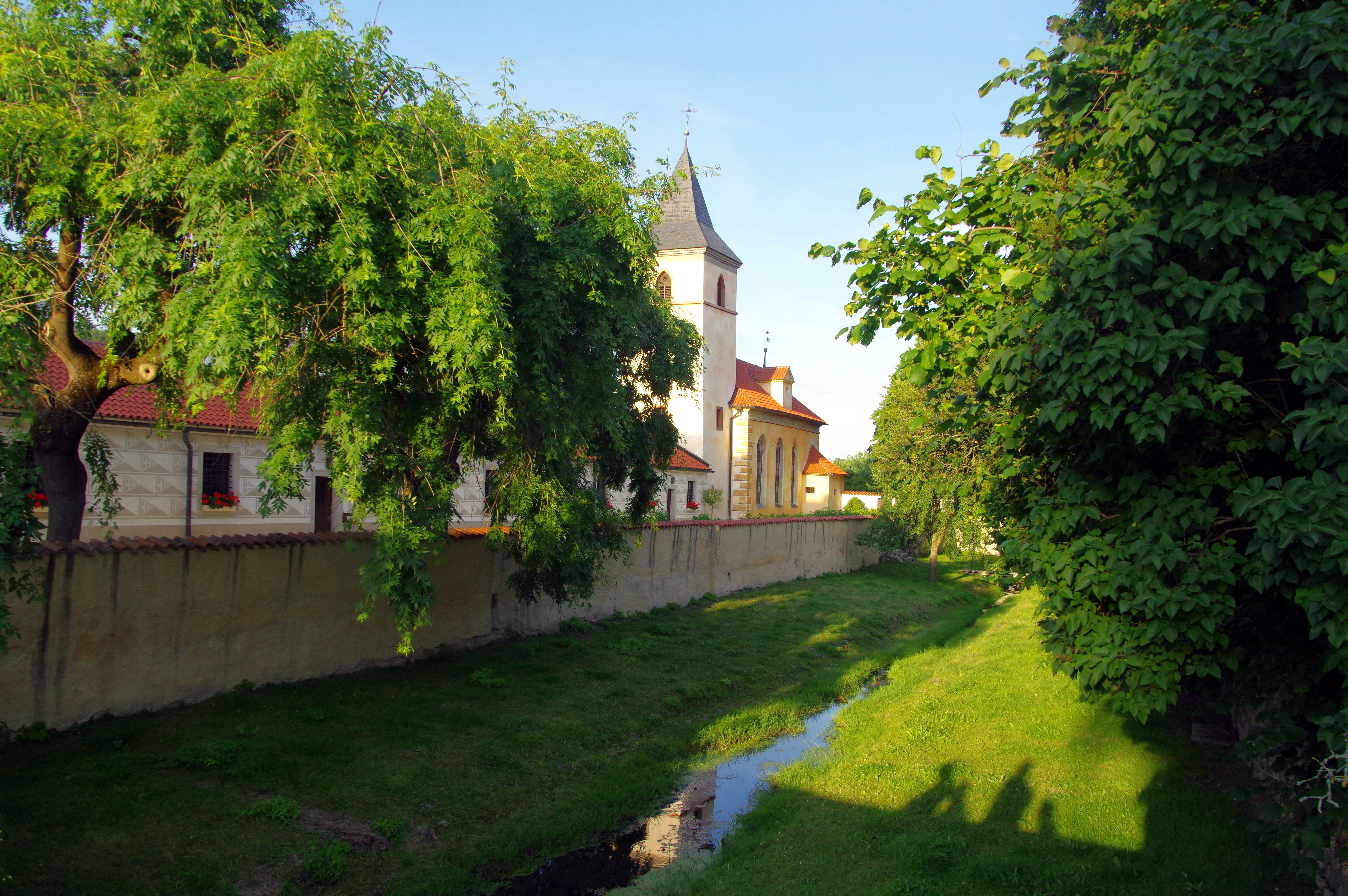
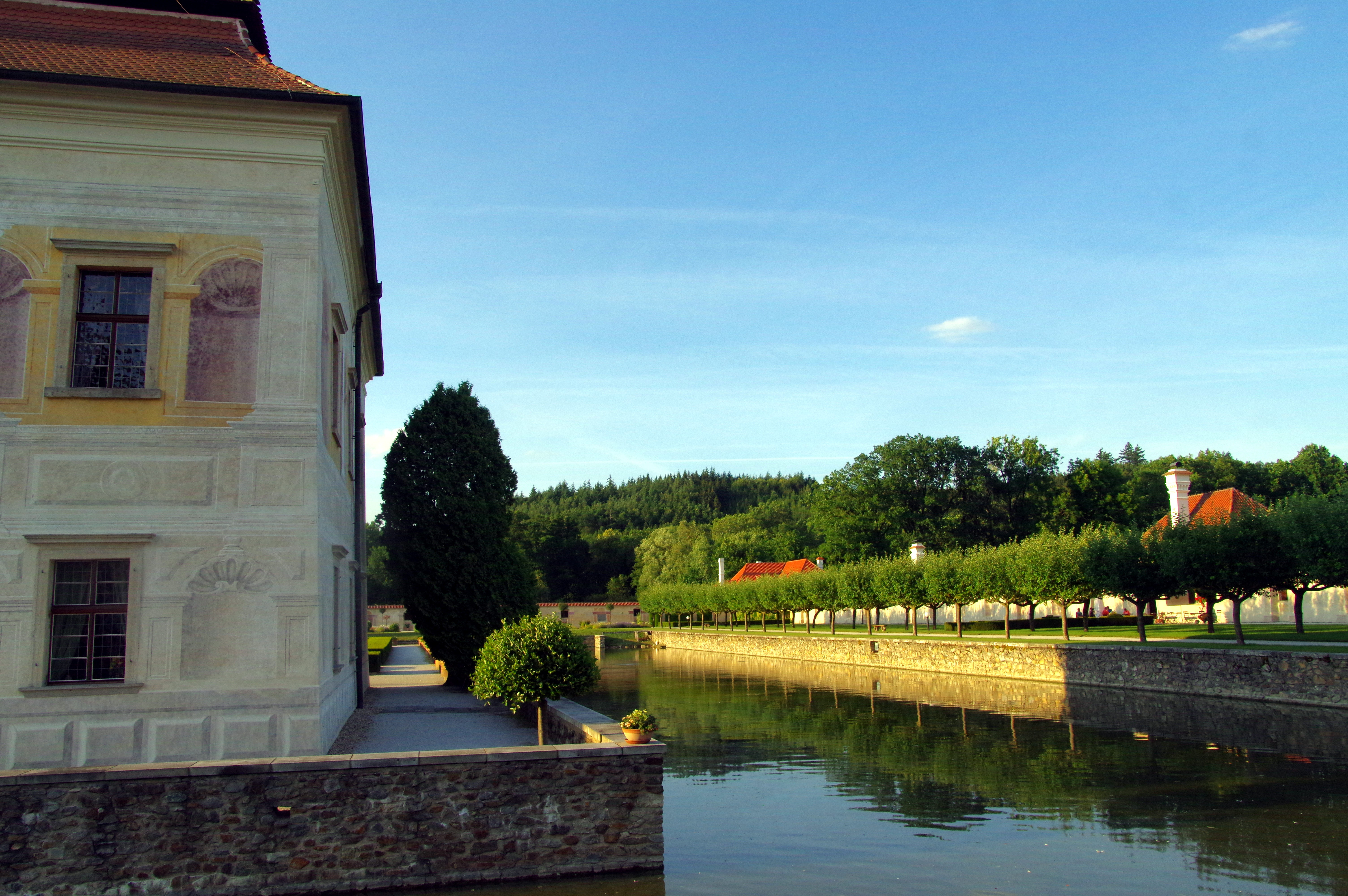
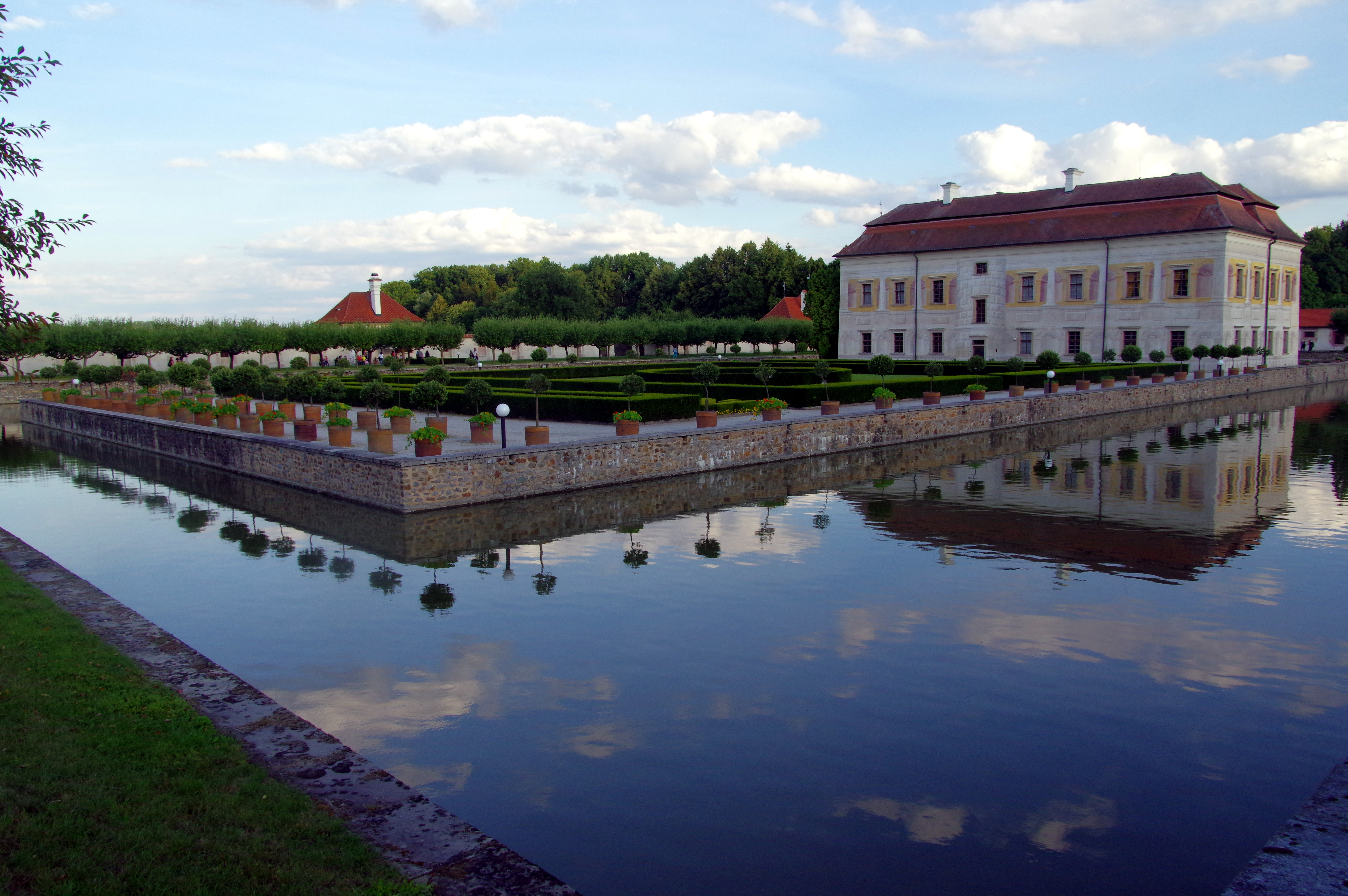
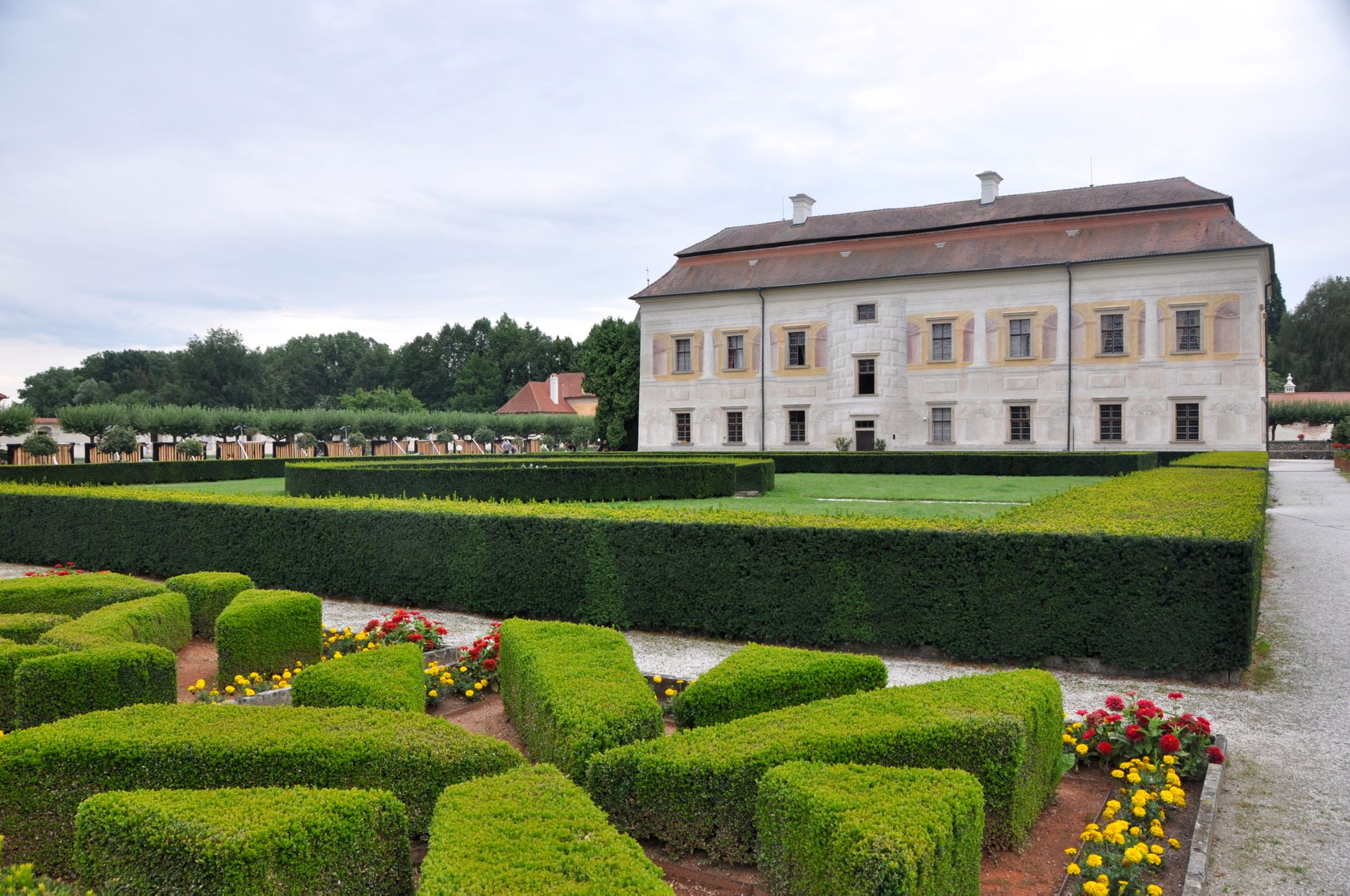
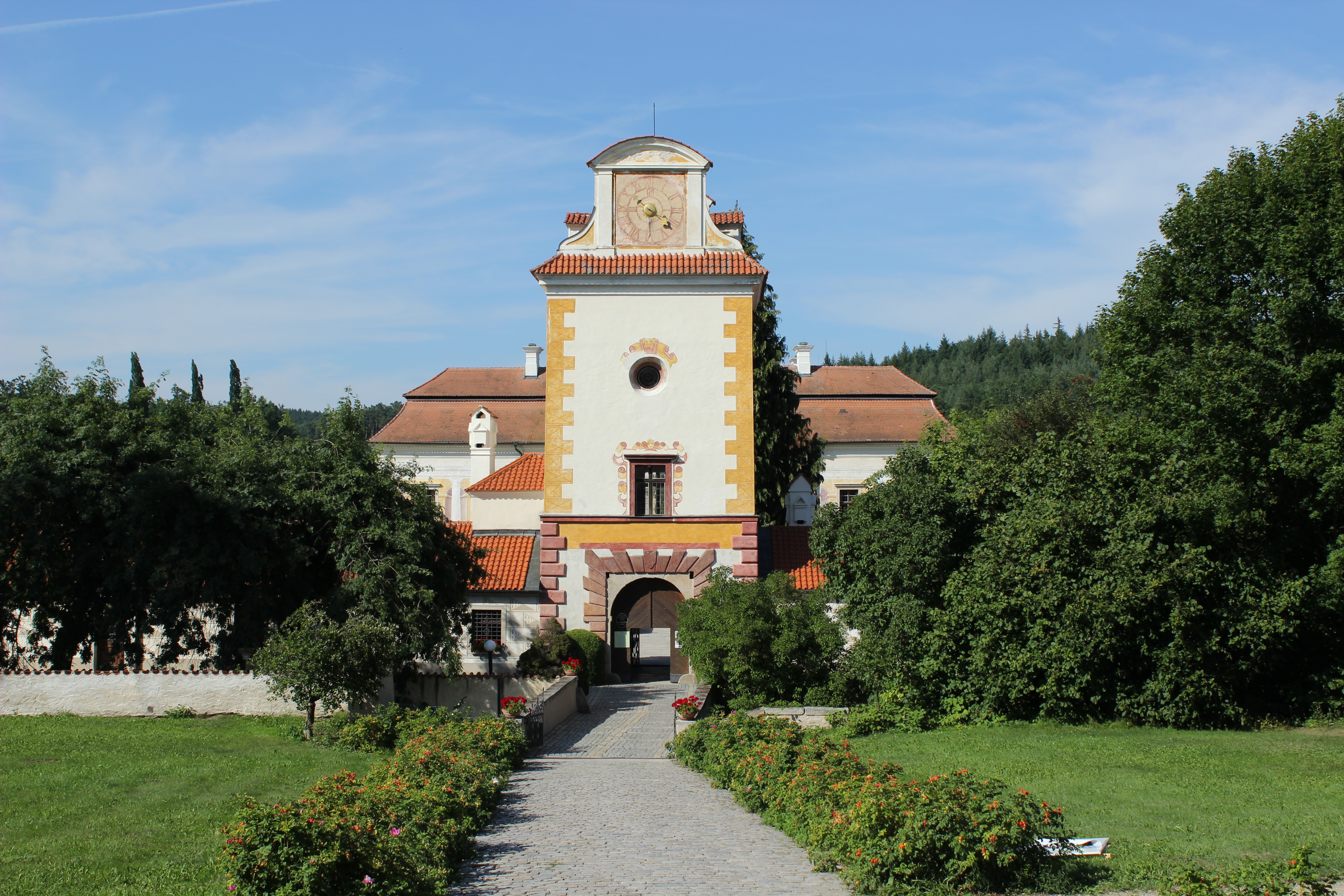